# Mimo (Barbara Morse)
Mimo (Mockingbird), il cui vero nome è Dr. Barbara "Bobbi" Morse-Barton, è un personaggio dei fumetti creato da Gerry Conway (testi) e Barry Windsor-Smith (disegni), pubblicato dalla Marvel Comics. La sua prima apparizione avviene in Astonishing Tales (vol. 1) n. 6 (giugno 1971).
Agente dello S.H.I.E.L.D. e supereroina, Mimo è stata alleata e comprimaria delle storie di Ka-Zar per poi entrare a far parte di numerose formazioni dei Vendicatori sposando e, in seguito, divorziando da Occhio di Falco.

## Storia editoriale
Esordita in Astonishing Tales n. 6, datato giugno 1971, la sua prima apparizione sarebbe in realtà dovuta avvenire in Savage Tales n. 2 (luglio 1971) ad opera di Len Wein e Neal Adams, ma la cancellazione della serie ha impedito la pubblicazione della suddetta storia e, per tanto, il personaggio è poi comparso in tutt'altra testata per mano di Gerry Conway e Barry Windsor-Smith. Nel corso della sua vita editoriale ha assunto prima l'identità di Cacciatrice (Huntress), su Marvel Super Action n. 1 (gennaio 1976), e poi quella ben più celebre di Mimo (Mockingbird), su Marvel Team-Up n. 95 (luglio 1980).
Tra l'agosto 2010 e il gennaio 2013 il personaggio è stato tra i protagonisti de New Avengers, comparendo poi nella miniserie di sei numeri Hawkeye & Mockingbird (giugno–novembre 2010) ed in Secret Avengers di Nick Spencer e Luke Ross.
Curiosamente al suo esordio, era una brunetta ma, due numeri dopo, senza che sia mai stata data alcuna spiegazione, divenne bionda.

## Biografia del Personaggio

### Agente 19
Nata a San Diego, California, Barbara Morse si laurea alla facoltà di biologia del Georgia Institute of Technology e, poco dopo, entra a far parte del "Progetto: Gladiatore", volto a replicare il Siero del Super Soldato svolgendo successivamente degli studi nella Terra Selvaggia assieme al suo fidanzato, il dottor Paul Allen, che però finisce disperso a seguito di un incidente aereo, spingendo la ragazza prima a cercare l'aiuto di Ka-Zar e poi a mettersi sulle sue tracce attraverso la giungla per ricongiungervisi grazie proprio all'aiuto dell'eroe. Dopo aver fatto ritorno negli Stati Uniti assieme a Ka-Zar e Paul, questi si rivela un agente doppiogiochista dell'A.I.M. e Barbara, che esce allo scoperto come Agente 19 dello S.H.I.E.L.D. svela di aver sempre avuto l'incarico di smascherarlo e arrestarlo ma, prima che possa adempire a tale incarico, l'Uomo Cosa sopraggiunge e uccide brutalmente Paul.
Divenuta la principale alleata di Ka-Zar nelle sue avventure a sfondo metropolitano, la ragazza adotta il diminutivo "Bobbi" ed un costume rosso-nero mostrando sempre di più le sue competenze da agente S.H.I.E.L.D. finemente addestrato. Nel corso delle storie aiuta il protagonista contro vari criminali e sviluppa una certa intesa sentimentale nei suoi confronti; la successiva comparsa di Shanna nella vita di Ka-Zar porta tuttavia alla fine della sua relazione con Bobbi ed al progressivo allontanamento tra i due.

### Mimo
Tempo dopo, intenta a smascherare un senatore corrotto, Bobbi lavora fuori dal radar dello S.H.I.E.L.D. assumendo l'identità supereroistica della "Cacciatrice" (Huntress), poi modificato in Mimo (Mockingbird). La sua indagine la porta a scoprire la corruzione di alcune divisioni dello S.H.I.E.L.D. e, dunque, con l'aiuto dell'Uomo Ragno e di Nick Fury riesce a smascherare gli agenti corrotti e ad arrestarli venendo però gravemente ferita da un colpo di pistola.
Perfettamente ripresasi dopo soli sei mesi di terapia, Mimo riprende la sua carriera di supereroina/agente segreta e, proprio nel corso di una missione di spionaggio alla Cross Technological Enterprises, la sua strada incrocia quella del celebre Vendicatore Occhio di Falco. Sebbene inizialmente i due non vadano d'accordo e finiscano a battibeccare, trovandosi costretti dalle circostanze a cooperare per sconfiggere Crossfire si innamorano tanto perdutamente da convolare a nozze sulle Pocono Mountains pochi giorni dopo.
Il matrimonio con Clint le apre le porte del mondo dei Vendicatori e presto Bobbi si trova ad aver che fare con asgardiani, super soldati, androidi e mutanti; inizialmente spaesata e confusa, la ragazza si abitua velocemente ai suoi nuovi amici, specie quando al marito viene affidato l'incarico di guidare una nuova squadra di Vendicatori in California.

### Vendicatori della Costa Ovest
Stabilitisi a Los Angeles Mimo e Occhio di Falco fondano i Vendicatori della Costa Ovest. Durante la sua permanenza nella squadra Bobbi indossa un nuovo costume e, sebbene priva di superpoteri, si dimostra uno degli elementi più validi grazie alle sue formidabili conoscenze nel campo della biologia e delle arti marziali.
La sua carriera come supereroina e il suo matrimonio con Occhio di Falco vanno dunque a gonfie vele fino a quando viene rapita, drogata e stuprata da Lincoln Slade, terza incarnazione di Phantom Rider che, una volta tornata in sé stessa, Bobbi uccide senza pietà scaraventando giù da un burrone.
Dopo aver appreso del gesto compiuto dalla moglie, Clint si dice profondamente contrariato, cosa che provoca tra lui e Bobbi un attrito tale da convincere quest'ultima a lasciare sia lui che la squadra, salvo poi tornare sporadicamente in loro aiuto. Dopo aver tentato di recuperare il loro rapporto facendo un viaggio insieme a Milwaukee, Bobbi e Clint decidono infine di procedere per il divorziare; contemporaneamente la ragazza pone fine alla sua lunga pausa di riflessione e torna fra i ranghi dei Vendicatori della Costa Ovest, seppur separati, spesso in disaccordo e fermamente intenzionati a portare avanti le procedure per rendere effettivo il loro divorzio risulta però evidente che Mimo e Occhio di Falco si amino ancora e, dopo che Ultron la rapisce allo scopo di servirsi delle sue onde cerebrali per crearsi una "moglie", Alkhema, Clint la soccorre e i due tornano insieme prendendo anche in considerazione l'idea di avere un bambino.
Tale riconciliazione ha tuttavia breve durata: al termine di una missione nel regno di Mefisto, per salvare il marito da una palla di fuoco scagliatagli dal demone, Bobbi si frappone sulla sua traiettoria venendo colpita al suo posto e morendo sul colpo.
Successivamente viene mostrata una volta all'inferno e una in paradiso, senza apparente spiegazione.

### Secret Invasion
Nel momento in cui un'astronave Skrull compie un atterraggio d'emergenza nella Terra Selvaggia, dalle macerie emerge, assieme a dozzine di altri supereroi, Bobbi. Tali presunti eroi sostengono di essere gli originali dichiarando che degli impostori Skrull li hanno impersonati per anni; nella confusione Bobbi è avvicinata dall'ex-marito che, per verificarne le dichiarazioni, le fa una domanda a cui solo lei avrebbe potuto rispondere: un aborto di cui non parlò mai a nessuno eccetto lui; nonostante essa risponda correttamente, quando Reed Richards trova il modo di rivelare l'identità degli Skrull la si scopre essere una aliena convinta di essere l'originale poiché dotata dei suoi stessi ricordi. Viene dunque uccisa da Clint in un impeto di rabbia.
La vera Bobbi viene in seguito trovata all'interno di un'astronave in orbita nel Sistema Solare, presumibilmente rapita dagli alieni nelle convulse fasi dell'operazione Tempesta nella galassia e, tornata sulla Terra al termine del conflitto, ha finalmente l'occasione di riabbracciarsi con Clint. I due riallacciano la loro relazione pur decidendo di rimanere divorziati.
Segnata dall'esperienza del rapimento alieno Bobbi forma, assieme ad altri ex-agenti dello S.H.I.E.L.D. vittime della sostituzione Skrull, una nuova agenzia di spionaggio: la World Counter-terrorism Agency (W.C.A.).

### Dark Reign
Tornati nuovamente una coppia, Clint e Bobbi collaborano nella W.C.A. e successivamente nei Nuovi Vendicatori, guidati proprio da Clint (e poi da Luke Cage). Nella nuova squadra Mimo si dimostra subito un membro di punta, andando anche in soccorso di Occhio di Falco nel momento in cui egli tenta di assassinare Norman Osborn e i suoi Oscuri Vendicatori. Successivamente viene ferita gravemente durante lo scontro con degli agenti H.A.M.M.E.R. e, per salvarla, Nick Fury le inietta un siero ottenuto dai tedeschi nel 1959 combinando il Siero del Super Soldato e la Infinity Formula. Sebbene tale espediente le salvi la vita permettendole inoltre di riprendersi velocemente e sviluppare un aumento sovrumano di forza e agilità, Fury si dice perplesso in proposito di possibili effetti collaterali.
Nel frattempo gli attriti tra lei e Clint li portano a decidere per una nuova separazione, cosa a seguito della quale Bobbi entra nei nuovi Vendicatori Segreti dello S.H.I.E.L.D. iniziando, qualche tempo dopo, una relazione sentimentale con Lance Hunter.

### Parker Industries
Bobbi fu in seguito assegnata da Nick Fury come contatto con lo S.H.I.E.L.D. delle Parker Industries, l'azienda di Spiderman che all'epoca, stava sviluppando nuove tecnologie per l'organizzazione di spionaggio. Qui, aiutò Spider-Man a sconfiggere Mister Negativo a Shanghai, sconfiggere lo Zodiaco e distruggere l'Esercito di Goblin di Norman Osborn in Symkaria. Dato che quest'ultima operazione viene svolta senza il beneplacito di Fury si dimette dallo S.H.I.E.L.D.

### Secret Empire
Quando l'Hydra conquista gli Stati Uniti, facendo il lavaggio del cervello a Capitan America Bobbi si unisce alla resistenza guidata dall'ex-marito, e diviene membro della squadra incaricata di recuperare i frammenti del cubo cosmico cosmico senziente Kobik per riportare Steve Rogers alla normalità. Quando la missione fallisce ne informa Maria Hill.

## Poteri e abilità
Seppur sprovvista di superpoteri, Mimo è una agente S.H.I.E.L.D. finemente addestrata e diplomatasi col massimo dei voti nel suo corso; di conseguenza è un'esperta in molte forme di combattimento corpo a corpo, svariate tecniche di spionaggio e nell'utilizzo di una vasta gamma d'armi. Inoltre è un'acrobata formidabile, un'esperta di informatica ed ha un dottorato in biologia.
Per sopravvivere dopo aver riportato una ferita mortale nello svolgimento di una missione, Mimo ha subito l'iniezione di un siero creato dalla combinazione tra il Siero del Super Soldato e la Infinity Formula. Sebbene si ignori cosa ciò possa provocare alla lunga nel suo organismo, il solo effetto dimostrato finora è stato un aumento quasi superumano di forza ed agilità.
La sua arma preferita sono una coppia di manganelli d'acciaio combinabili in un bastone Bō, che manovra con tale maestria da sapersene servire sia in maniera offensiva che difensiva.

## Altre versioni

### Last Avengers Story
Nell'universo alternativo di The Last Avengers Story compare la versione anziana di Bobbi al fianco del marito Clint, ormai cieco. I due, ritiratisi da anni, tornano tra i Vendicatori in occasione della battaglia finale contro Ultron, il Sinistro Mietitore e Kang il Conquistatore.

### Fantastic Four: Big Town
Nella realtà alternativa di Fantastic Four: Big Town, Bobbi e Clint sono due sposi novelli che hanno una crisi matrimoniale quando lei commette un omicidio per salvare la vita del marito, cosa che dà il via a una serie di eventi che vedono l'uomo morire ugualmente.

### House of M
Nell'universo di House of M Bobbi è un ex-agente dello S.H.I.E.L.D. ora membro dei Vendicatori, qui gruppo ribelle capeggiato da Luke Cage, nonché sentimentalmente legata a Occhio di Falco che alla fine della miniserie richiede asilo in Wakanda.

### Marvel Zombi
Ne Marvel Zombies vs. The Army of Darkness, compare una versione zombiezzata del personaggio.

## Altri media

### Cinema
- Bobbi Morse compare nel film d'animazione Next Avengers - Gli eroi di domani.

### Televisione
- Mimo compare nella serie animata Avengers - I più potenti eroi della Terra.
- Al San Diego Comic-Con International del 2011 Jeph Loeb ha annunciato di star lavorando allo sviluppo di una serie televisiva dedicata al personaggio[54], progetto in seguito abbandonato.

Adrianne Palicki interpreta Bobbi Morse

- Nelle serie televisive ABC legate al franchise del Marvel Cinematic Universe, Bobbi Morse/Mimo è interpretata da Adrianne Palicki[55]. In tale versione è una leggendaria agente, nonché biologa, dello S.H.I.E.L.D., specializzata in missioni sotto copertura e con alle spalle un brusco divorzio da Lance Hunter[56].
  - In Agents of S.H.I.E.L.D.[57] diviene una sottoposta di Coulson a partire dalla seconda stagione ma è in seguito costretta ad abbandonare lo S.H.I.E.L.D. (nella tredicesima puntata della terza stagione) assieme all'ex-marito per evitare un incidente internazionale con la Russia.
  - Sarebbe dovuta essere protagonista, insieme a Hunter, dello spin-off Marvel's Most Wanted, abbandonato nel maggio 2016.[58]

- Nel finale di stagione di Hawkeye, viene fatto intendere tramite un orologio che Laura Barton è l'ex Agente 19 dello SHIELD, alias Mimo.[59]

### Videogiochi
- Mimo è presente nel videogame Ultimate Marvel vs. Capcom 3.
- Mimo è un personaggio sbloccabile in Marvel: Avengers Alliance.
- Il personaggio è presente in Marvel: War of Heroes.
- In Marvel: Future Fight, Mimo è un personaggio giocabile.
- La versione televisiva di Bobbi Morse compare nel videogioco LEGO Marvel's Avengers.[60]